# Détournement du vol Ryanair 4978
Le 23 mai 2021, le Boeing 737-800 effectuant le vol Ryanair 4978 entre l'aéroport international d'Athènes, en Grèce, et l'aéroport international de Vilnius, en Lituanie, est détourné par le gouvernement biélorusse, qui invoque une alerte à la bombe, vers l'aéroport national de Minsk. 
Une fois l'avion au sol, un de ses passagers, le militant de l'opposition et journaliste Roman Protassevitch, et sa compagne, Sofia Sapega, sont arrêtés.

## Déroulement du vol
Le 23 mai 2021, le vol Ryanair 4978 qui relie Athènes à Vilnius avec 171 passagers est détourné vers l'aéroport international de Minsk après une fausse alerte à la bombe alors que l'avion se trouve à 45 milles nautiques (83 km) au sud de Vilnius et 90 milles marins (170 km) à l'ouest de Minsk, dans l'espace aérien biélorusse. Selon la compagnie aérienne, les autorités biélorusses ont informé les pilotes d'une « menace potentielle de sécurité à bord » et ont demandé que l'avion se pose à Minsk. À l'aéroport, l'activiste de l'opposition biélorusse Roman Protassevitch, accusé de plusieurs crimes par le gouvernement biélorusse, est extrait de l'avion[réf. nécessaire] et arrêté. Sa petite amie, Sofia Sapega, n'a également pas pu reprendre le vol,. 
Bien que l'avion fût plus proche de Vilnius, le président biélorusse, selon son service de presse, a personnellement ordonné que le vol soit redirigé vers Minsk et a envoyé un avion de combat MiG-29 de l'Armée de l'air biélorusse pour l'escorter. L'agence de presse du gouvernement biélorusse BelTA (en) a déclaré que les pilotes avaient demandé à atterrir à Minsk[réf. nécessaire]. Ryanair et les forces de l'ordre biélorusses ont déclaré qu'aucune bombe n'avait été trouvée à bord.
Hormis Protassevitch et son amie, quatre autres passagers ne sont pas encore rentrés en Lituanie au 23 mai. Le chef de l'opposition biélorusse Svetlana Tikhanovskaïa réclame une enquête de l'Organisation de l'aviation civile internationale (OACI). Protassevitch avait été placé sur une liste « d'individus impliqués dans une activité terroriste » l'année précédente pour son rôle dans les manifestations anti-gouvernementales. Tikhanovskaïa déclare alors que « Pratasevitch risquait la peine de mort » en Biélorussie. Une autre source indique que Protassevitch est menacé de quinze ans d'emprisonnement,.
Selon des sources proches de Tikhanovskaïa, Protassevitch lui-même a remarqué qu'il était sous surveillance à l'aéroport d'Athènes. Dans ses messages, il a déclaré qu'un homme à côté de lui dans la file d'attente et au point de contrôle tentait de prendre des photos de ses documents de voyage. De plus, Tadeusz Giczan, un membre de la chaîne Nexta Telegram précédemment éditée par Protassevitch, a déclaré que des officiers du KGB biélorusse étaient sur le vol et qu'ils avaient « entamé une bagarre avec l'équipage de Ryanair », insistant sur le fait qu'une bombe se trouvait à bord de l'avion. Une porte-parole de l'entreprise d'État des aéroports lituaniens, Lina Beisine, a déclaré à l'agence de presse AFP de l'aéroport international de Minsk que le vol avait été détourné « en raison d'un conflit entre un membre de l'équipage et les passagers »[réf. nécessaire].
Cette journée-là, le parcours du vol Ryanair 4978 au-dessus de la Biélorussie est devenu inhabituel avant même que l'avion ne fasse demi-tour : sur la base des données brutes de FlightRadar, il a été noté que l'avion n'avait pas commencé à descendre au-dessus de la Biélorussie, alors que cela est généralement le cas pour les vols à destination de Vilnius. Une possibilité est que l'itinéraire inhabituel indique que les pilotes de l'avion ont essayé de garder la direction d'origine pour entrer dans l'espace aérien lituanien dès que possible, mais ont été contraints de se dérouter après l'intervention de l'avion de chasse biélorusse[réf. nécessaire].
L'avion a été autorisé à décoller après sept heures au sol à Minsk, et s'est posé à Vilnius avec huit heures et demie de retard. Au moins deux passagers qui avaient embarqué à Athènes n'étaient pas à bord lorsque l'avion est arrivé à Vilnius.

## Avion
L'avion est un Boeing 737-800 mis en service par Ryanair en mai 2017 sous l'immatriculation irlandaise EI-FZX avant d'être transféré à Ryanair Sun en novembre 2019 et de recevoir l'immatriculation polonaise SP-RSM.

## Contexte
L'avant-veille de ce vol, le journal biélorusse Nacha Niva et le site Onliner.by (en) rapportaient la mort en prison par arrêt cardiaque d'un autre opposant au régime, Vitold Achourok.

## Contestation du rôle tenu par un avion de combat MiG-29 de l'Armée de l'air biélorusse
Andreas Rüesch de la Neue Zürcher Zeitung soutient que le mystérieux avion de combat MiG-29 de l'Armée de l'air biélorusse qui aurait selon certaines versions intercepté le vol Ryanair 4978 n'a jamais existé. Selon lui, cette « version a été diffusée par des représentants de l'opposition biélorusse en exil, comme l'ancien ministre de la culture Pavel Latouchka. Il n'en existe toutefois aucune preuve à ce jour. L'armée biélorusse souligne qu'un avion de combat de type MiG-29 n'a pris son envol qu'après que le pilote de Ryanair a décidé d'atterrir en urgence. » La légende d'une manœuvre d'interception par un avion militaire persiste néanmoins. Andreas Rüesch  indique que l'on trouve encore aujourd'hui des rapports sur le rôle de ce MiG-29 sur les sites Internet de grands médias occidentaux comme la BBC, CNN ou le New York Times.
Le rapport final de l'Organisation de l'aviation civile des Nations unies (OACI) publié en janvier 2022, montre clairement qu'aucun MiG-29 n'a forcé l'avion civil à atterrir. Le MiG-29 n'a décollé qu'après la décision du pilote d'atterrir à Minsk. La distance entre les deux avions étant encore de 55 km au moment de l'atterrissage du Ryanair 4978,. Le rapport conclut : l'avion « n’a nullement été escorté ou intercepté par un aéronef militaire dans l’espace aérien du Bélarus ».

## Rapport OACI
L'Organisation de l'aviation civile internationale, agence onusienne, transmet ses premières conclusions dans un rapport en janvier 2022. Dans un communiqué de presse daté du 19 juillet 2022, l'organisation basée à Montréal déclare avoir bouclé ses ultimes discussions concernant les « faits manquants » relatifs au vol Ryanair 4978 sur base, notamment, de l'interview du contrôleur aérien et de l'écoute des enregistrements audios. Le rapport, mis à jour, a été rendu public. Il « [condamne] les actions du gouvernement du Bélarus qui a commis un acte d'ingérence illégale ». L'organisation confirme en outre que l'alerte à la bombe était « délibérément fausse ». L'OACI, où siègent 36 États, n'ayant aucun pouvoir de sanction, a chargé son président de transmettre le rapport à António Guterres, le secrétaire général de l'ONU.

## Réactions

### Position du gouvernement biélorusse
À la suite de l'incident, le ministère biélorusse des transports a annoncé qu'il avait mis en place une commission chargée d'enquêter sur l'atterrissage forcé, déclarant qu'il informerait l'Organisation de l'aviation civile internationale (OACI) et l'Association du transport aérien international (IATA) des progrès de l'enquête et publierait un rapport peu de temps après,.
Le 24 mai 2021, le directeur du département de l'aviation du ministère des transports de Biélorussie, Artem Sikorski, a lu un courrier électronique envoyé à l'aéroport de Minsk le 23 mai. Ce message a été signé par des « soldats du Hamas » et comprenait des demandes à Israël de « cesser le feu dans la bande de Gaza » (voir Crise israélo-palestinienne de 2021) et à l'Union européenne d'arrêter le soutien à Israël. L'organisation aurait menacé de faire sauter l'avion au-dessus de Vilnius, selon cette lettre. La chancelière allemande, Angela Merkel, a qualifié l'explication biélorusse de « totalement invraisemblable ». Le Hamas a nié avoir été d'une quelconque sorte lié à l'incident,.
Le 25 mai 2021, le ministère biélorusse de l'aviation a publié sa transcription des communications radio entre le contrôle aérien biélorusse et les pilotes du FR4978. Selon cette transcription, l'exploitant de vol biélorusse a initialement dit aux pilotes qu'ils « avaient des informations de services spéciaux » sur la bombe à bord, affirmant plus tard que « les éléments de sécurité de l'aéroport [sic] informaient qu'ils recevaient un e-mail ». Lorsque le pilote a demandé si c'était l'aéroport de Vilnius qui avait reçu un e-mail ou l'aéroport grec (Athènes), l'opérateur de vol biélorusse a déclaré que l'alerte à la bombe avait été reçue par « plusieurs aéroports ». Lorsque le pilote a demandé à qui il avait été recommandé d'atterrir à Minsk, il a été informé par l'exploitant de vol que c'étaient « nos recommandations ».
En décembre 2021, le contrôleur aérien Oleg Galegov, qui était présent dans la tour lors de l'interception et résidant désormais en Pologne, a déclaré que des officiers du KGB étaient présents dans la tour pendant l'opération et ont pris le contrôle au moment de communiquer l'alerte à la bombe aux pilotes.

### Internationales
- Le secrétaire général de l'OTAN, Jens Stoltenberg, a décrit l'atterrissage forcé comme « un incident grave [et] dangereux qui nécessite une enquête internationale » et a exigé le retour en toute sécurité de l'équipage et des passagers[18].
- L'OACI a exprimé sa profonde inquiétude face à « l'atterrissage forcé apparent » du vol. Un tweet de l'OACI a affirmé que l'atterrissage forcé pourrait constituer une violation de la Convention de Chicago sur l'aviation civile internationale.
- Reporters sans frontières a appelé à des sanctions internationales pour la « trahison d'État ».

#### Union européenne
- Le représentant des Affaires étrangères de l'Union européenne, Josep Borrell, a déclaré que « TOUS les passagers doivent pouvoir continuer leur voyage immédiatement »[18].
- La présidente de la Commission européenne, Ursula von der Leyen, a qualifié l'incident de « totalement inacceptable », déclarant que « toute violation des règles du transport aérien international doit avoir des conséquences ».
- Le président du Conseil européen, Charles Michel, a dénoncé « un scandale international » et « une menace pour la sécurité internationale, une menace pour l'aviation civile »[19].
- Le commissaire européen Thierry Breton dénonce « un acte de piraterie d'État », ajoutant que l'UE prononcerait des sanctions économiques à l'encontre de la Biélorussie[20].

### Nationales
- Le président lituanien Gitanas Nausėda a accusé les autorités biélorusses d'avoir mené une « action odieuse ». Il a également déclaré : « J'appelle les alliés de l'OTAN et de l'Union européenne à réagir immédiatement à la menace posée à l'aviation civile internationale par le régime biélorusse. La communauté internationale doit prendre des mesures immédiates que cela ne se répète pas ». La Première ministre lituanienne Ingrida Šimonytė se rend à l'aéroport de Vilnius pour accueillir l'avion[21].
- Le premier ministre grec Kyriakos Mitsotakis, du pays d'où provenait le vol Ryanair, a décrit l'atterrissage forcé de l'avion comme un « acte choquant » et que la pression politique sur la Biélorussie doit être intensifiée. Le ministre grec des Affaires étrangères Nikos Dendias a décrit l'événement comme un « détournement d'États »[réf. nécessaire].
- Le ministre letton des Affaires étrangères, Edgars Rinkēvičs, qualifie l'incident de « contraire au droit international » et déclare que la réaction devait être « forte et efficace »[réf. nécessaire].
- Le Premier ministre polonais Mateusz Morawiecki a qualifié cet incident « d'acte de terrorisme d'État criminel », qui « ne peut pas rester impuni ». Il demande des sanctions immédiates. Le chargé d'affaires de l'ambassade de Biélorussie en Pologne est convoqué par le ministère des Affaires étrangères[18].
- La vice-première ministre belge et ministre des Affaires étrangères, Sophie Wilmès, a considéré que le débarquement de « Tout simplement inacceptable »[22]. Elle a également convoqué l'ambassadeur biélorusse pour l'UE et la Belgique, Alexandre Mikhnevitch[23].
- Le secrétaire d'État allemand Miguel Berger (de) a exigé « une explication immédiate » des autorités biélorusses[réf. nécessaire].
- Le ministre britannique des Affaires étrangères, Dominic Raab, a déclaré : « Cette action extravagante de Loukachenko aura de graves implications. »
- Le ministre français des Affaires étrangères, Jean-Yves Le Drian, a déclaré que « le détournement d'un vol Ryanair par les autorités biélorusses est inacceptable ». Il appelle à une réponse européenne « ferme et unie »[18].
- Le secrétaire d'État américain Antony Blinken a condamné le détournement et l'arrestation de Protassevitch comme un « acte effronté et choquant » et a appelé à une enquête internationale[24].
- La ministre suédoise des Affaires étrangères, Ann Linde, a condamné un acte « totalement inacceptable », qui « a exposé tous les passagers de l'avion à des risques de sécurité importants »[25].
- La présidente slovaque Zuzana Čaputová a appelé à une enquête car « toute violation du droit international doit avoir des conséquences »[réf. nécessaire].

### Aviation et avocats internationaux
- Le PDG de Ryanair, Michael O'Leary, a déclaré que l'événement était un « détournement par l'État ».
- L'avocat ukrainien de l'aviation Andriy Guk a suggéré que l'interception par l'avion militaire et la redirection de l'avion vers un aéroport plus éloigné auraient pu compromettre la sécurité de l'équipage et des passagers. Il a également noté que l'Annexe 2 de la Convention de Chicago considère l'interception d'avions civils par des avions militaires comme le tout dernier recours, mais que l'avion militaire biélorusse a décollé immédiatement.
- Le professeur agrégé de l'École supérieure russe d'économie, le Dr Gleb Bogush, a supposé que la mise en scène (dramatisation) d'une alerte à la bombe et l'interception de l'avion par les autorités biélorusses auraient pu mettre en danger l'équipage et les passagers et que la Convention de Chicago et la Convention de Montréal (en) de 1971 devrait être utilisé pour donner une appréciation juridique de cette affaire. Il a également qualifié la situation de « précédent très dangereux ».
- La compagnie aérienne lettone airBaltic a décidé de ne pas survoler la Biélorussie pendant une période indéterminée pour des raisons de sécurité.

## Sanctions et autres conséquences
L'Union européenne tient un conseil européen extraordinaire les 24 et 25 mai à Bruxelles, en Belgique. Plusieurs types de mesures sont décidées, telles que des sanctions économiques sectorielles, ou la mise à jour de la liste noire de personnes et entités sur la base du cadre existant (où figure déjà le président biélorusse Alexandre Loukachenko,). Il est également décidé d'interdire aux appareils biélorusses l'accès à l'espace aérien européen et il est recommandé aux avions européens d'éviter le survol de la Biélorussie.
L'Union européenne s'accorde en juin sur de lourdes sanctions contre la Biélorussie. Des secteurs-clés de son économie, dont la potasse, le tabac ou les produits pétroliers raffinés, sont ciblés, les échanges commerciaux en lien avec ces secteurs étant dorénavant interdits. L'embargo sur les armes est renforcé. Des dizaines de responsables politiques et fonctionnaires sont également visés par des sanctions. Il leur est interdit de séjourner sur le sol européen et leurs éventuels avoirs sont saisis. Les États-Unis, le Canada et le Royaume-Uni annoncent à leur tour des mesures analogues,.
Le 27 mai 2021, l'Union européenne de cyclisme décide de retirer l'organisation des Championnats d'Europe de cyclisme sur piste 2021, prévus en juin 2021, à la Biélorussie.

## Précédents
Des évènements similaires se sont produits auparavant. 
Le 22 octobre 1956, l'Armée de l'air française intercepte un avion civil marocain reliant le Maroc à la Tunisie et le contraint à atterrir en Algérie afin d'arrêter plusieurs dirigeants du Front de libération nationale, dont le futur Président algérien Ben Bella. 
Le 1er juillet 2013, l'avion du président bolivien Evo Morales se déroute vers l'Autriche après que la France, l'Espagne et l'Italie lui ont signifié leurs refus d'accès à leurs espaces aériens officiellement motivés par des raisons techniques, mais en fait par crainte que l'opposant Edward Snowden soit à bord et que les États-Unis leur reprochent de permettre son transfert.